# Войтес, Маргарита Артуровна
Маргари́та Арту́ровна Во́йтес (эст. Margarita Voites, до 1959 года Маргарита Ло́мбак (эст. Margarita Lombak); 30 октября 1936, Москва — 20 июня 2024) — советская и эстонская певица оперы и оперетты (колоратурное сопрано), актриса. Народная артистка СССР (1979).

## Биография
Родилась 30 октября 1936 года в Москве. До семилетнего возраста говорила только по-русски.
Детство провела в Новосибирске. После переезда семьи в Эстонию училась в Вильянди и Тарту, где окончила среднюю школу № 2 (ныне гимназия имени Мийны Хярм). Поступила в Тартуский государственный университет на библиографический факультет (который не окончила). В 1957 году дебютировала на сцене университетского театра в оперетте Имре Кальмана «Фиалка Монмартра». Не окончив университет, после учёбы в музыкальной школе и подготовительных курсов поступила в Таллинскую государственную консерваторию (класс Линды Сауль), завершив в ней обучение в 1964 году.
С 1964 года — солистка театра «Ванемуйне» (Тарту).
С 1969 по 1990 год — солистка Государственного академического театра оперы и балета «Эстония» (Таллин).
Выступала и как камерная певица. Вела концертную деятельность, пела в церквях. Особое место в её репертуаре в последние годы приобрело духовное песнопение, записи которого были сделаны в 2005 году и вышли на компакт-диске «Ave Maria».
Первая эстонская певица, которая была приглашена петь в Большом театре в Москве (1973) и дать сольный концерт в Центральном концертном зале «Россия».
Партнёрами певицы по сцене были: Георг Отс, Хендрик Крумм, Тео Майсте, Тийт Куузик, Иво Кууск и др.
Гастролировала по многим городам СССР и за рубежом: Чехословакия, Румыния, Болгария, Германия, Венгрия, Финляндия, Италия, Кипр, Мальта, Швейцария, Япония, Индия, Канада, Шри-Ланка, Швеция.
Член КПСС с 1966 по 1991 годы.
В 1990 году закончила свою театральную деятельность, но продолжила деятельность концертную.
30 октября 2006 года в концертном зале национальной оперы «Эстония» состоялся гала-концерт в честь 70-летнего юбилея певицы.
В 2008 году избрана почётным членом Союза актёров Эстонии.
Скончалась 20 июня 2024 года на 88-м году жизни в Эстонии. Похоронена на таллинском кладбище Пярнамяэ.

## Оперные и опереточные партии
- 1957 — «Фиалка Монмартра» И. Кальмана — Виолетта[6]
- 1963 — «Кармен» Ж. Бизе — Фраскита
- 1964, 1974 — «Травиата» Дж. Верди — Виолетта
- 1965 — «Фауст» Ш. Гуно — Маргарита
- 1966 — «Виндзорские проказницы» О. Николаи — миссис Форд
- 1966, 1969 — «Риголетто» Дж. Верди — Джильда
- 1968 — «Цыганский барон» И. Штрауса — Саффи
- 1969 — «Дон Жуан» В. А. Моцарта — Церлина
- 1970, 1984 — «Лючия ди Ламмермур» Г. Доницетти — Лючия
- 1971, 1972 — «Турок в Италии» Дж. Россини — Фьорилла
- 1972 — «Джанни Скикки» Дж. Пуччини — Лауретта
- 1973 — «Телефон» Дж. Менотти — Люси
- 1973 — «Похищение из сераля» В. А. Моцарта — Констанца, Блонда
- 1973 — «Летучая мышь» И. Штрауса — Розалинда, Адель
- 1974 — «Дон Паскуале» Г. Доницетти — Норина
- 1976 — «Сирано де Бержерак» Э. С. Тамберга — Роксана
- 1977 — «Богема» Дж. Пуччини — Мюзетта
- 1979, 1980 — «Дочь полка» Г. Доницетти — Мария
- 1981 — «Директор театра» В. А. Моцарта — госпожа Херц
- 1982 — «Бал в Савойе» П. Абрахама — Танголита
- 1985, 1989 — «Альцина» Г. Генделя — Альцина
- 1988 — «Сказки Гофмана» Ж. Оффенбаха — Олимпия
- 1988 — «Клетка для птиц» Дж. Хермана — Мари Диндон

## Фильмография
- 1968 — Поёт Маргарита Войтес / Laulab Margarita Voites
- 1973 — Лючия (исполнитель музыкальных партий)
- 1974 — Оперный бал ― солистка оперы
- 1976 — Igihaljas bel canto (исполнитель музыкальных партий)
- 1980 — Rõõm, muusika ja meri (исполнитель музыкальных партий)
- 1979 — Маргарита Войтес / Margarita Voites
- 1980 — Поёт народная артистка СССР Маргарита Войтес
- 1980 — Лючия ди Ламмермур (фильм-опера) — эпизод
- 1983 — Директор театра (мюзикл) ― мадам Герц
- 1986 — Жемчужные отражения / Pärli peegeldused
- 1986 — Маргарита Войтес – 50 / Margarita Voites – 50[1][7]

## Награды и звания
- 1969 ― Заслуженная артистка Эстонской ССР[7]
- 1974 ― Народная артистка Эстонской ССР[8]
- 1979 ― Народная артистка СССР [7]
- 1986 ― Орден «Знак Почёта»
- 1986 ― Премия имени Георга Отса[7]
- 2011 ― Орден Белой звезды III класса[9]

## Семья
- Отец — Артур Ломбак (1896—1977), инженер артиллерии.
- Мать — Тамара Ломбак (1900—1984) (в девичестве Опарина, русско-польского происхождения).
- Муж — Юхан Войтес (в разводе).
- Два сына, восемь внуков.